# Wilhelm Dan Bergman
För arkivarien, se Wilhelm Bergman (1836–1897). För andra personer med liknande namn, se Dan Bergman.
Wilhelm Daniel Bergman, vanligen Wilhelm Dan Bergman eller W. Dan Bergman, född 19 mars 1882 i Norrköpings Hedvigs församling, död 21 september 1966 i Östertälje församling i Stockholms län, var en svensk lättmetallexpert.

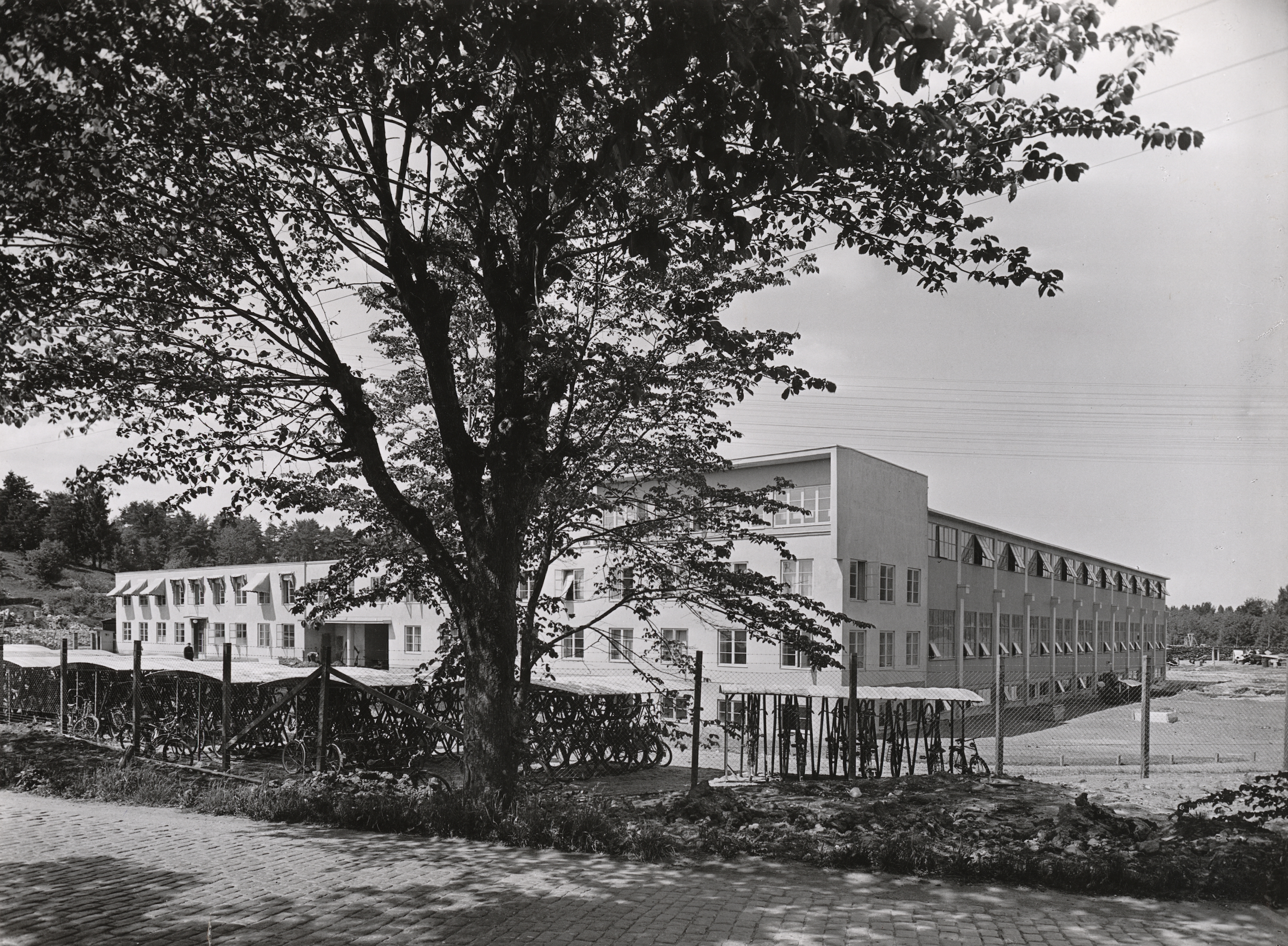
Wedaverkens lokaler i Södertälje 1943, sett från Bergaholmsvägen

Bergman var son till klädesfabrikören Daniel Bergman och Wilhelmina Bergenström samt yngre bror till ingenjören Sven Dan Bergman och författaren Erik Dan Bergman. Efter studentexamen 1900 studerade han på Kungliga Tekniska högskolan. Han avlade civilingenjörsexamen där 1905 och blev ingenjör vid AB Vattenbyggnadsbyrån samma år. Han innehade därefter en rad anställningar i Kanada och USA. Bergman tillverkade 1916–1919 magnesium i en egen firma i Trollhättan. 1919 grundade han lättmetallfabrik Wedaverken i Södertälje, vilken han innehade till 1943. Bergman var som pionjär inom lättmetallindustrin i Sverige en efterfrågad konsult inom ämnet.
Wilhelm Dan Bergman gifte sig 1924 med konstnären Kerstin Bergh (1891–1949), dotter till konstnären Richard Bergh och Gerda Winkrans. De fick två barn: skådespelaren och regissören Tom Dan-Bergman (1925–2009) och skådespelaren Mona Dan-Bergman (1927–1992). Makarna Bergman är begravda på Södertälje kyrkogård.